# Chipiu de Cochabamba
Poospiza garleppi
Espèce
Synonymes
- Poospiza garleppi

Statut de conservation UICN

 NT B1ab(i,ii,iii,v) : Quasi menacé
Le Chipiu de Cochabamba (Poospiza garleppi) est une espèce de passereaux appartenant à la famille des Thraupidae.

## Répartition
Il est endémique de Bolivie.

## Habitat
Il vit principalement dans les forêts mixtes, mais aussi dans les champs et les zones boisées. On le trouve entre 2 950 et 3 800 m d'altitude.

## Alimentation
Il se nourrit principalement de graines et d'insectes.